# Hiremalali, Piriyapatna
Hiremalali là một làng thuộc tehsil Piriyapatna, huyện Mysore, bang Karnataka, Ấn Độ.